# 1978-as UEFA-szuperkupa
Az 1978-as UEFA-szuperkupa az ötödik európai labdarúgó-szuperkupa volt. A két mérkőzésen az 1977–1978-as bajnokcsapatok Európa-kupája-győztes angol Liverpool és az 1977–1978-as kupagyőztesek Európa-kupája-győztes belga RSC Anderlecht játszott.
Az első mérkőzést 3–1-re az Anderlecht nyerte hazai pályán. A visszavágón ugyan a Liverpool győzött 2–1-re, de ez nem volt elég a végső győzelemhez. A belga csapat 1976 után másodjára nyerte meg a szuperkupát.

## Eredmények

### Első mérkőzés
| 1978. december 4. |

| RSC Anderlecht                                   | 3–1   | Liverpool |
| ------------------------------------------------ | ----- | --------- |
| Vercauteren 17' Van der Elst 38' Rensenbrink 87' | (1–1) | Case 27'  |

| Stade Émile Versé, Brüsszel |

### Második mérkőzés
| 1978. december 19. |

| Liverpool                 | 2–1   | RSC Anderlecht   |
| ------------------------- | ----- | ---------------- |
| Hughes 13' Fairclough 87' | (1–0) | Van der Elst 71' |

| Anfield Stadion, Liverpool |

A szuperkupát az RSC Anderlecht nyerte 4–3-as összesítéssel.
| Az 1978-as UEFA-szuperkupa győztese |
| ----------------------------------- |
| RSC Anderlecht 2. cím               |

## Lásd még
- 1977–1978-as bajnokcsapatok Európa-kupája
- 1977–1978-as kupagyőztesek Európa-kupája